# 灰薄荷
灰薄荷（学名：Mentha vagans），是脣形科薄荷属的植物，常见於河岸，分布於俄罗斯、伊朗和中国大陆的新疆等地。